# Monture S

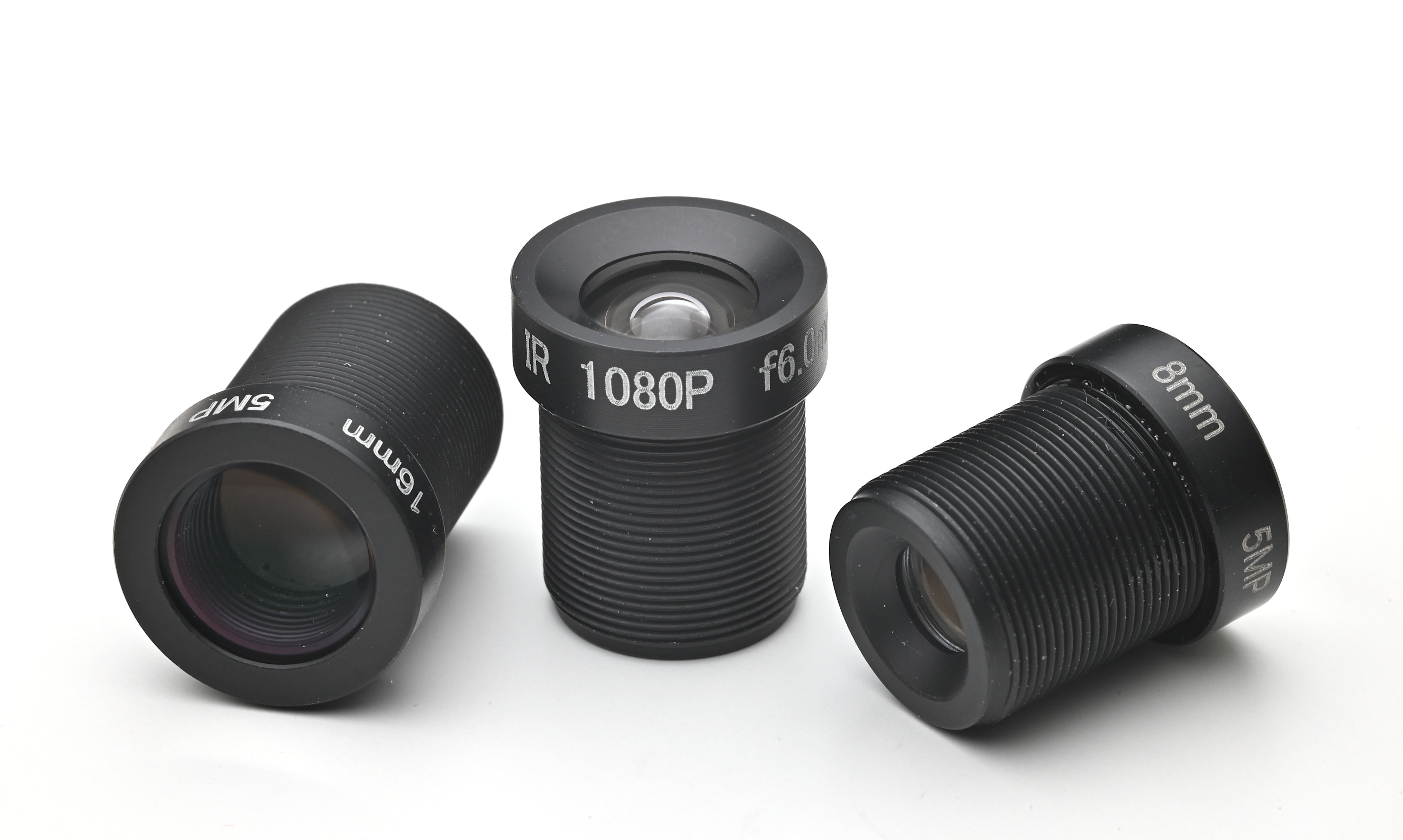
Trois objectifs à monture S (S-mount) avec différentes focales (de gauche à droite : 16 millimètres, 6 mm et 8 millimètres)

La monture S (ou "S-mount" en anglais) est une monture d'objectif standard utilisée dans diverses caméras de vidéosurveillance et webcams. Il utilise un filetage mâle métrique M12 de pas 0,5 mm (M12x0,5) sur l'objectif. Les objectifs à monture S sont souvent appelés "objectifs M12". Ces montures d'objectifs sont généralement fixées directement sur le circuit imprimé du capteur. Les formats de capteur pris en charge vont du type 1/6 de pouce (ou moins) jusqu'à 1 pouce avec un capteur de 16 mm de diagonale. Les lentilles n'ont pas de contrôle de l'iris. Ces objectifs n'ont pas de mécanisme de verrouillage et il n'y a donc pas de distance fixe entre l'objectif et le capteur et ils doivent être ajustés pour faire la mise au point,. En raison de la petite taille du barillet de l'objectif, les performances sont quelque peu limitées par rapport aux objectifs plus grands  et la plupart des objectifs à monture S ont des ouvertures relativement petites  (f  1,6 et plus). Les caméras de vidéosurveillances haut de gamme utilisent généralement des objectifs à monture C/CS, où les ouvertures beaucoup plus grandes comme f  1.0 sont courantes.

## Voir également